# Арабская литература
Арабская литература (араб. الأدب العربي‎) своими корнями уходит в устную словесность родоплеменных обществ на территории Аравийского полуострова. Древняя арабская словесность культивировалась среди кочевников-скотоводов (бедуинов), но получила распространение и среди полукочевого и оседлого населения земледельческих оазисов и городов.

## История
Ведущую роль в арабской литературе играла поэзия (трудовые, колыбельные, охотничьи песни); рано сложились жанры критики врага (хиджа), похвальбы (фахр), песни-мести (сap), траурной песни, или элегии (риса), а также элементы любовной и описательной лирики (насиб и васф). В глубокую древность уходят зачатки художественной прозы: ораторская речь, рассказы о битвах племён (Айям аль-Араб) и других памятных событиях. Поэзия V—VII веков была периодом расцвета и стала в арабской литературе своеобразным эталоном поэтического языка, метрики и эстетических идеалов, надолго определив тематику и художественные приемы. Основными литературными формами древней арабской поэзии были касыда и аморфный фрагмент (кыта, мукатта). Характерная особенность арабской поэзии — монорим; каждый стих, как правило, состоит из одного предложения и является самостоятельной смысловой эстетической единицей.
Сохранилиcь имена и произведения приблизительно 125 доисламских поэтов (конец V — 1-я половина VII века), в их числе Имру аль-Кайс (500—540), которому приписывают создание классического типа касыды; Тарафа (543—569), Аль-Харис ибн Хиллиза аль-Йашкури (ум. 570), Зухайр ибн Аби Сульма (530—627), Антара ибн Шаддад аль-Абси (525—615) и др.
Первым крупным памятником арабской письменности стал Коран. Влияние Корана ощущается во всей последующей арабской литературе. Выдающимися поэтами раннеисламского времени были Кааб ибн Зухайр (? — 662), Хасан ибн Сабит (? — 674), Абу Зуайб аль-Бига аль-Джади (? — 699). При дворе Омейядов слагали стихи поэты аль-Ахталь (640—710), аль-Фараздак (641—732), Джарир (653—733). Новые явления в поэзии этого периода наблюдаются в аристократической среде крупных городских центров Арабского халифата, где получила развитие любовная лирика в виде коротких стихотворений. Яркими представителями этого жанра были Умар ибн Абу Рабиа из Мекки (641 — ок. 712/718), Аль-Ахвас из Медины, халиф Валид II из Дамаска.
В бедуинской среде в Аравии возникла плеяда певцов идеальной, или «узритской» (от названия племени узра), любви. Позднее о знаменитых любовных парах (Джамиль и Бусайна, Маджнун и Лейла, Кайс и Лубне) были сложены романтические повести. С середины VIII века всё большее участие в создании арабской литературы наряду с арабами принимают представители других народов исламского мира. В Арабском халифате усилился интерес к изучению арабской старины, разрабатывалась теория языка, стиля и метрики, осуществлялись переводы важных сочинений древности на арабский язык. Для развития прозы особое значение имели переводы со среднеперсидского (пехлевийского) языка. Ибн аль-Мукаффа перепел «Калилу и Димну». Наблюдается некоторое обновление арабской поэзии, выразившееся в предпочтении касыде — коротким изящным стихотворениям с самостоятельной темой и в «новом стиле» (бадит). Зачинателем «нового стиля» является поэт Башшар ибн Бурд (ум. 783).

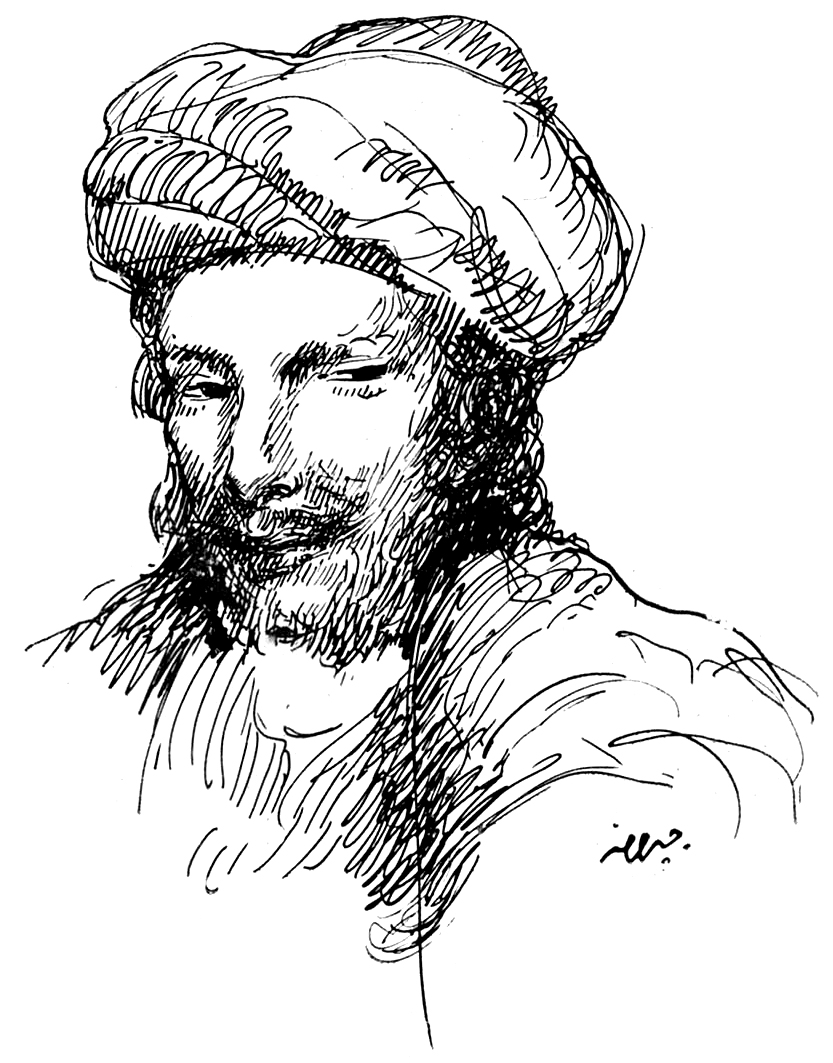
Абу Нувас

Любовную лирику продолжила группа поэтов при аббасидском дворе. Среди них выделяется мастер стиха Абу Нувас (762—815). Распад Арабского халифата обусловил децентрализацию литературы, которая стала развиваться в Египте, Сирии, Ливане, Ираке и Иране. Выдающимся поэтом периода распада халифата был Абу ат-Таийб аль-Мутанабби (915—965). Его хвалебные и сатирические касыды насыщены стилистическими украшениями, изысканными метафорами, гиперболами и сравнениями. Сирийский поэт и мыслитель Абуль-Ала аль-Маарри (973—1057) усовершенствовал технику стиха, введя усложненные двойные рифмы.
Видными прозаиками X века были Абу Хайян ат-Таухиди (ум. 1009) и ат-Танухи (940—994). Рифмованная проза получила распространение в светской литературе. Абу Бакр аль-Хорезми (ум. 993) в этой форме нависал остроумные «Послания» («Расаиль»), а Бади аз-Заман аль-Хамадани (ум. 1007) создал оригинальный жанр — макаму.
На Ближнем Востоке арабские дневники впервые были написаны ранее X века, хотя средневековый дневник, больше всего напоминающий современные, был написан Ибн Банной в XI веке. Его дневник был самым ранним, расположенным в порядке дат (по-арабски: тарих), очень похожим на современные дневники.
Самым ранним известным примером криминального детектива были «Три яблока» — сказка, рассказанных Шахерезадой в «Тысяче и одной ночи». В этой сказке рыбак находит тяжёлый запертый сундук возле реки Тигр и продаёт его аббасидскому халифу Харуну ар-Рашиду, который затем вскрывает сундук и находит в нём мёртвое тело молодой женщины, которая была разрезана на куски. Харун приказывает своему визирю Джафару ибн Яхье раскрыть преступление и найти убийцу в течение трёх дней или он будет казнён, если не выполнит задание. Саспенс генерируется с помощью нескольких поворотов сюжета, которые происходят по ходу повествования. Таким образом, это можно считать архетипом детективной фантастики.
С середины XI века, несмотря на количественный рост, арабская литература носит печать упадка. В поэзии преобладает мистика, в прозе — дидактика. Видными представителями мистической поэзии был Ибн Араби (1165—1240) и египтянин Ибн аль-Фарид (1182—1235). Сицилиец Ибн Зафар (ум. 1169) создал исторические новеллы. Сирийский эмир Усама ибн Мункыз (1095—1188) написал единственную в средневековой арабской литературе художественную автобиографию «Книга назиданий».

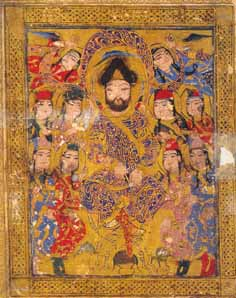
Иллюстрация к «Книге песен», 1216-20, автор Абу-ль-Фарадж аль-Исфахани

В Египте и Сирии в XIII веке распространились жанры мувашшах и заджал. Суфийские поэты стремились писать на языке, близком к народному. Ибн Даниал (XIII век) в Египте записал лубочные пьесы для теневого театра. В XIII—XV веках и позднее получили распространение своеобразные народные произведения в жанре сира (букв. — «жизнеописания»), то есть циклы рассказов на героические и любовные сюжеты, связанные с историческими и вымышленными лицами и событиями, которые классифицируются как рыцарские романы. Важнейшие сиры: о поэте-воине, жившем в VI веке, Антаре и его возлюбленной Абле, о мамлюкском султане Бейбарсе, переселении племени бану хилал в Египет и Северную Африку. К этому же типу народной литературы относится сборник сказок «Тысяча и одна ночь», в состав которого наряду с фольклором и литературными материалами полностью вошла сира об Омаре ибн ан-Нумане.
Упадок классических традиций способствовал появлению новой литературы. В арабской литературе на первое место вышел жанр дастана. В Египте с развитием прозы появились исторические романы. В XIX—XX веках в Египте, Ливане, Алжире, Йемене, Тунисе и Марокко наряду с арабской литературой развиваются национальные литературы. С возникновением нового направления в прозе появилось литературное течение «исламский модернизм». Например, макамный роман (Мухаммед аль-Мувайлихи), романтический роман (Амин Рейхани), новелла (Зу-н-Нун Айюб) и др. Сoвременная арабская литература — это совокупное название литератуp всех арабских стран, объединённых единством литературного арабского языка и общностью культурных и исторических традиций (Алжир, Египет, Иордания, Ирак, Йемен, Ливан, Ливия, Марокко, Палестина, Саудовская Аравия, Сирия, Судан, Тунис и др.).
Единственным арабским писателем — лауреатом Нобелевской премии по литературе на сегодняшний день является египетский писатель Нагиб Махфуз (1988) «за реализм и богатство оттенков арабского рассказа, который имеет значение для всего человечества».